# On the Run (Pink Floyd)
On the Run is een nummer van Pink Floyd. Het is afkomstig van hun album The Dark Side of the Moon.
Het nummer maakte aldus David Gilmour een lange ontwikkeling door. Tijdens de tournee voorafgaand aan de uitgifte van het album werd het reeds gespeeld, maar er werd continu aan gesleuteld. Het eigenaardige aan het nummer is dat het is gebaseerd en bedoeld op de EMS-synthesizer, terwijl de toetsenist en synthesizerspecialist Richard Wright niet aan On the Run heeft meegecomponeerd. Ook de van Pink Floyd befaamde VCS 3-synthesizer is te horen. Door flink aan het geluid te werken is enigszins een dopplereffect te horen. Wright gaf later wel de uitleg over On the Run, het gaat over het vele reizen van de band in die dagen en de vliegangst die daarmee gepaard gaat/ging. Aan het eind van het nummer is een neerstortend vliegtuig te horen. Tijdens concert wordt een modelvliegtuig aan een kabel diagonaal over het publiek getrokken om zich achter in de zaal te “boren”. De basis van het nummer is een sequentie die als minimal music blijft rondgaan.
Tijdens het nummer wordt af en toe gesproken. Een stem uit een luchthavenaankondiging roept om, dat BA vlucht 215 vertrekt naar Rome, Caïro en Lagos. Roger Manifold, roadie van Pink Floyd spreekt voorts: "Live for today, gone tomorrow. That's me". Het slot van het nummer wordt al overheerst door de overgang naar Time.
Een speling van het lot is dat het album Band on the Run van Paul McCartney en Wings in augustus/september 1973 is opgenomen in dat eerder genoemde Lagos. The Dark Side of the Moon kwam in april 1973 uit.
Speak to Me ·
Breathe ·
On the Run ·
Time ·
The Great Gig in the Sky ·
Money ·
Us and Them ·
Any Colour You Like ·
Brain Damage ·
Eclipse